# 202790 Babits
202790 Babits è un asteroide della fascia principale interna. Scoperto nel 2008, presenta un'orbita caratterizzata da un semiasse maggiore pari a 2,441483 UA e da un'eccentricità di 0,103658, inclinata di 8,354879° rispetto all'eclittica.